# 李瑾 (襄城伯)
李 瑾（り きん、生年不詳 - 弘治2年3月5日（1489年4月5日））は、明代の軍人。本貫は和州。

## 生涯
李隆の子として生まれた。正統14年（1449年）に兄の李珍が土木の変で死去すると、景泰元年（1450年）6月に後を嗣いで襄城伯に封じられた。成化3年（1467年）、四川の都掌の少数民族が反乱を起こすと、李瑾は征夷将軍の号を受け、総兵官としてその鎮圧にあたった。軍が永寧に到着すると、李瑾は軍を六路に分けて進めた。李瑾は程信とともに各部隊を統制し、反乱側の寨を全て撃破した。前後して4500人あまりを斬首し、多数の武器や家畜を鹵獲した。都掌の地を分割して、官治を建設して支配した。
成化4年（1468年）、凱旋すると、侯位に進んだ。成化22年（1486年）10月、太保の位を加えられた。
弘治2年3月癸亥（1489年4月5日）、死去した。芮国公に追封された。諡は壮武といった。
李瑾は兄の李璉の子の李鄌を養子としていた。李瑾が死去すると、実子の李黼が襄城伯を嗣いだが、李黼が弘治11年（1498年）に死去すると、李鄌が後を嗣いだ。